# أدناكلاسنيكي
أدناكلاسنيكي (بالروسية: Однокла́ссники) موقع تواصل اجتماعي روسي (ok.ru) يستخدم على نطاق واسع في روسيا ودول الاتحاد السوفييتي السابق
تم تطوير الموقع من قبل ألبرت بوبكوف وتم إطلاقه في 4 مارس 2006
يضم الموقع حاليًا أكثر من 200 مليون مستخدم مسجل و 45 مليون زائر فريد يوميًا. على أن يكون عمر المستخدمين على الأقل سبع سنوات لإنشاء حساب حاليًا تصنيف الموقع على أليكسا يبلغ 63 على مستوى العالم و 5 لروسيا
يعتبر أودنوكلاسنيكي ثاني موقع بعد فكونتاكتي من حيث الشعبية في روسيا و في المرتبة الثالثة يأتي فيسبوك

## حجب الموقع في أوكرانيا
في مايو 2017 أصدر الرئيس الأوكراني بترو بوروشينكو لفرض حظر على مجموعة Mail.ru وشبكاتها الاجتماعية واسعة الأنشار في أوكرانيا بما في ذلك فكونتاكتي و أودنوكلاسنيكي كجزء من العقوبات المستمرة المفروضة على روسيا بسبب ضمها لشبه جزيرة القرم والمشاركة في الحرب في دونباس